# Terre-Natale
Terre-Natale is een voormalige gemeente in het Franse departement Haute-Marne (regio Grand Est) en telt 400 inwoners (2004). De plaats maakt deel uit van het arrondissement Langres.

## Geografie
De oppervlakte van Terre-Natale bedraagt 23,4 km², de bevolkingsdichtheid is 17,1 inwoners per km². Begin 2012 is de gemeente weer uiteengevallen in twee losse plaatsen, Varennes sur Amance en Chezeau  Terre Natale bestaat nu dus niet meer.
De onderstaande kaart toont de ligging van Terre-Natale met de belangrijkste infrastructuur en aangrenzende gemeenten.

## Demografie
Onderstaande figuur toont het verloop van het inwonertal (bron: INSEE-tellingen).

1. ↑  Populations légales 2009.